# Liste der Biografien/Haul
Liste der Biografien |
Portal Biografien |
Personensuche
# |
A |
B |
C |
D |
E |
F |
G |
H |
I |
J |
K |
L |
M |
N |
O |
P |
Q |
R |
S |
T |
U |
V |
W |
X |
Y |
Z |
?
 
Ha |
Hd |
He |
Hi |
Hj |
Hk |
Hl |
Hm |
Hn |
Ho |
Hr |
Hs |
Ht |
Hu |
Hv |
Hw |
Hy
 
Haa |
Hab |
Hac |
Had |
Hae–Haf |
Hag |
Hah |
Hai |
Haj |
Hak |
Hal |
Ham |
Han |
Hao |
Hap |
Haq |
Har |
Has |
Hat |
Hau |
Hav |
Haw |
Hax |
Hay |
Haz
 
Haua |
Haub |
Hauc |
Haud |
Haue |
Hauf |
Haug |
Hauk |
Haul |
Haum |
Haun |
Hauo |
Haup |
Haur |
Haus |
Haut |
Hauv |
Hauw |
Haux |
Hauy |
Hauz
Die Liste der Biografien führt alle Personen auf, die in der deutschsprachigen Wikipedia einen Artikel haben. Dieses ist eine Teilliste mit 8 Einträgen von Personen, deren Namen mit den Buchstaben „Haul“ beginnt.

## Haul
- Haul, Robert (1912–2000), deutscher Physikochemiker und Hochschullehrer

### Haula
- Haula, Erik (* 1991), finnischer Eishockeyspieler

### Haule
- Haule, Eva (* 1954), deutsche Terroristin der Rote Armee Fraktion
- Hauler, Edmund (1859–1941), österreichischer Klassischer Philologe
- Hauler, Johann (1829–1888), österreichischer klassischer Philologe und Lehrer

### Hauli
- Haulik, Juraj (1788–1869), Erzbischof von Zagreb und Kardinal der katholischen Kirche

### Haulo
- Haulot, Arthur (1913–2005), belgischer Journalist, Humanist und Dichter

### Hault
- Haultain, Frederick (1857–1942), kanadischer Politiker